# Condat-en-Combraille

Condat-en-Combraille este o comună în departamentul Puy-de-Dôme, Franța. În 1 ianuarie 2022 avea o populație de 412 de locuitori.